# Águia na Cabeça
Águia na cabeça é um filme brasileiro de 1984, do gênero drama, dirigido por Paulo Thiago.

## Sinopse
Um senador que tem contato com atividades de jogo ilegais é assassinado pelo seu braço-direito, que queria ocupar a sua posição.[carece de fontes?]

## Elenco[1]
- Nuno Leal Maia .... César
- Christiane Torloni .... Rose (dançarina do cabaré)
- Zezé Motta ... Gracinha
- Jece Valadão ...Canedo
- Xuxa Lopes ... Helena
- Tereza Raquel ...Dona Branca
- Chico Díaz .... Gabriel
- Hugo Carvana ... Turco
- Djenane Machado ...Amiga de Rose
- Maurício do Valle ...Comandante
- Jofre Soares ...Senador
- Nildo Parente ...Macieira
- Wilson Grey ...Helinho
- Maria Sílvia ...Solange

## Principais prêmios e indicações
Festival de Gramado 1984
- Indicado na categoria de melhor Filme[carece de fontes?]